# Johannes Raven le Jeune
Pour les articles homonymes, voir Raven.
Johannes Raven II ou Johannes Raven le Jeune (ca. 1633 - 1662) est un dessinateur et peintre néerlandais. Il a été l'élève de Rembrandt.

## Biographie
Johannes Raven naît vers 1633-1634 (on sait qu'il a 25 ans en 1659).
Johannes Raven a été l'élève de Rembrandt de 1650 à 1651,.

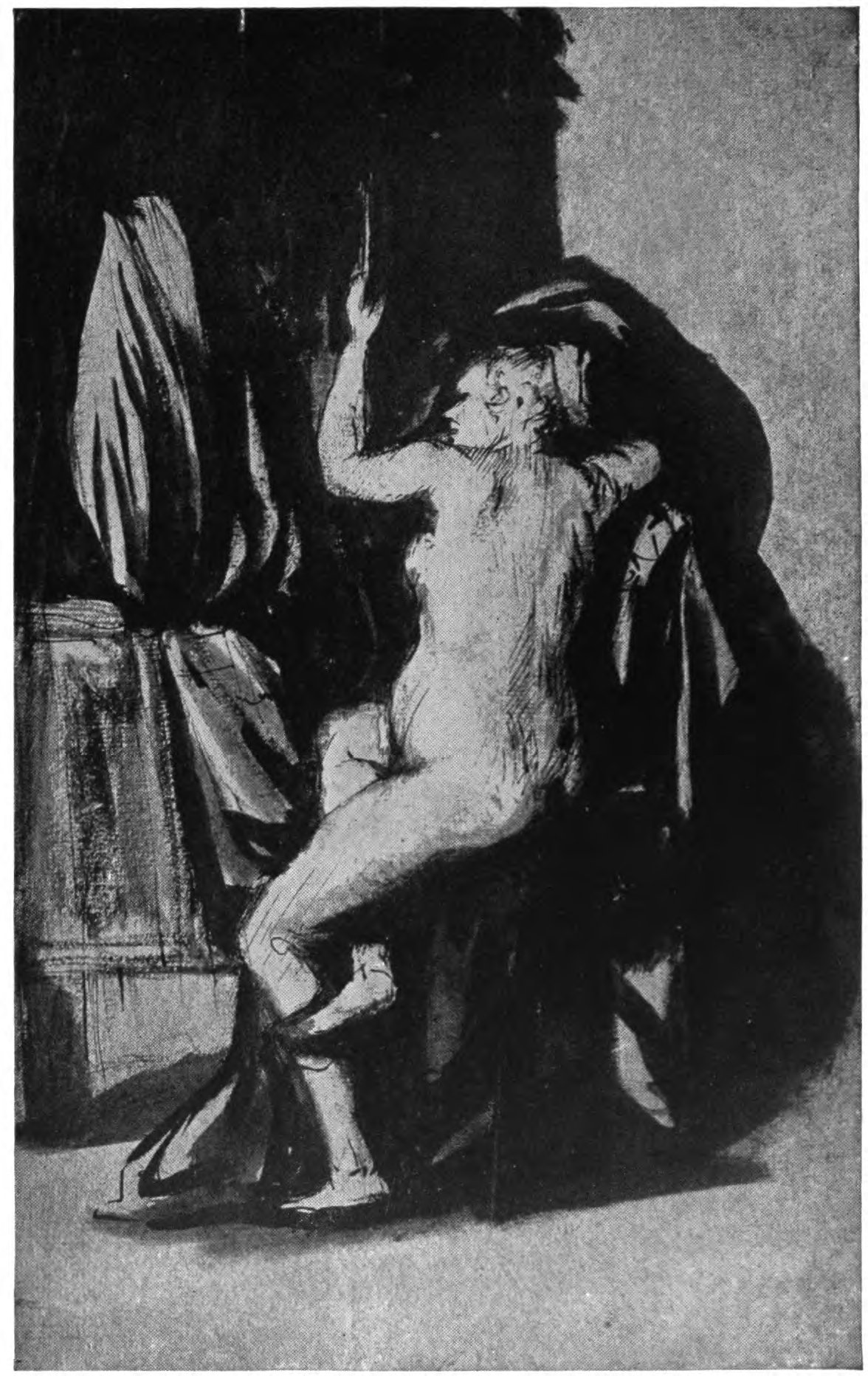
Femme nue assise entourée de draperies, initialement attribué à Rembrandt, désormais attribué à Raven (British Museum).

On sait qu'il a été actif principalement de 1659 à 1662 à Amsterdam. Il produit surtout des dessins et des peintures de nu. On a de lui un Garçon nu assis, et des nus féminins.
On ne connaît pas de tableaux — on lui doit d'être classé comme peintre grâce à des textes du XVIIe siècle le mentionnant,,. Cependant, un tableau de Raven, Le retour de Joseph et Marie, est mentionné dans l'inventaire annuel de Van der Eycke en 1695 à Amsterdam.
Johannes Raven meurt le 23 octobre 1662 à Amsterdam.